# Achrestus
Achrestus – rodzaj chrząszcza z rodziny sprężykowatych. Używana wcześniej nazwa Anepsius, również zaproponowana przez Candeze, okazała się już zajęta (nazwy tej użył LaConte dla przedstawiciela rodziny Tenebrionidae.
Rodzaj cechuje się charakterystycznymi segmentami tułowia: drugi i trzeci są blaszkowate, kolejny natomiast niewielki.
Owad występuje w Ameryce Środkowej (mianowicie w Nikaragui i Kostaryce) oraz Ameryce Południowej (dokładniej w Brazylii, Gujanie, Gujanie Francuskiej, Kolumbii, Wenezueli, Peru, Boliwii).